# Génération Foot
Académie Génération Foot, hay còn được gọi là Association Sportive Génération Foot là một câu lạc bộ  bóng đá thành lập năm 2000 ở Dakar, Sénégal. Sân nhà của đội là sân Stade Déni Biram Ndao, có sức chứa 1,001 người.

## Lịch sử

### Sự ra đời
Académie Génération Foot Amara Touré được thành lập năm 2000 tại Dakar bởi Mady Touré. Sau đó, câu lạc bộ lấy tên Amara Touré, người cha của Mady.

## Đội hình hiện tại
Tính đến 30 tháng 12 năm 2022
Ghi chú: Quốc kỳ chỉ đội tuyển quốc gia được xác định rõ trong điều lệ tư cách FIFA. Các cầu thủ có thể giữ hơn một quốc tịch ngoài FIFA.
| Số | VT | Quốc gia | Cầu thủ                      |
| -- | -- | -------- | ---------------------------- |
| 2  | HV | Sénégal  | Thibaut Aubertin             |
| 6  | TV | Sénégal  | Ousmane Sow                  |
| 14 | HV | Sénégal  | Mor Talla Mbaye              |
| 16 | TM | Sénégal  | Pape Sy                      |
| 17 | TV | Sénégal  | Jean Diouf                   |
| 21 | TM | Sénégal  | Cherif Gueye                 |
| 25 | HV | Sénégal  | Cheikhou Ndiaye (đội trưởng) |
| 28 | TĐ | Sénégal  | Malick Mbaye                 |

| Số | VT | Quốc gia   | Cầu thủ                |
| -- | -- | ---------- | ---------------------- |
| 37 | TĐ | Sénégal    | Akhibou Ly             |
| 61 | TM | Sénégal    | Khalifa Ababacar Sarry |
| —  | TM | Mali       | Mohamed Niare          |
| —  | HV | Mali       | Ismaila Simpara        |
| —  | TV | Mauritanie | Samba Diop             |
| —  | TĐ | Sénégal    | Ousmane Cissé          |
| —  | TĐ | Sénégal    | Pape Badji             |

## Danh hiệu
- Giải bóng đá Ngoại hạng Senegal: 2

2017, 2019.
- Senegal FA Cup: 2

2015, 2018.
- Trophée des Champions du Sénégal: 1

2017.
- Super Coupe du Sénégal: 2

2017, 2018.

## Thành tích tại châu Phi
- CAF Champions League: 2 lần tham dự

2018 – Vòng 1
2019-20 – Vòng 1
- Cúp Liên đoàn bóng đá châu Phi: 1 lần tham dự

2016 – Vòng sơ loại

## Cầu thủ nổi tiếng
Hơn 30 cầu thủ đã từng được đào tạo tại Académie Génération Foot đã trở thành cầu thủ bóng đá chuyên nghiệp. Trong số đó, những cầu thủ đáng chú ý bao gồm:
- Moustapha Bayal Sall
- Landry N'Guemo
- Momar N'Diaye
- Cheikh Gueye
- Babacar Gueye
- Papiss Cissé
- Fallou Diagne
- Diafra Sakho
- Sadio Mané
- Ismaïla Sarr
- Ibrahima Niane
- Pape Matar Sarr